# Di’Shon Bernard
Di’Shon Bernard (ur. 14 października 2000 w Londynie) – jamajsko-angielski piłkarz, występujący na pozycji obrońcy w angielskim klubie Sheffield Wednesday F.C. oraz w reprezentacji Jamajki. Uczestnik Złotego Pucharu CONCACAF 2023.

## Statystyki

### Klubowe
Na podstawie:
| Klub                     | Sezonów | Liga             | Liga  | Liga   | Puchar krajowy | Puchar krajowy | Kontynentalne | Kontynentalne | Suma  | Suma   |
| Klub                     | Sezonów | Liga             | Mecze | Bramki | Mecze          | Bramki         | Mecze         | Bramki        | Mecze | Bramki |
| ------------------------ | ------- | ---------------- | ----- | ------ | -------------- | -------------- | ------------- | ------------- | ----- | ------ |
| Manchester United        | 1       | Premier League   | 0     | 0      | 0              | 0              | 1             | 0             | 1     | 0      |
| Salford City F.C.        | 1       | EFL League Two   | 30    | 2      | 1              | 0              | –             | –             | 31    | 2      |
| Hull City                | 1       | EFL Championship | 26    | 0      | 2              | 0              | –             | –             | 28    | 0      |
| Portsmouth F.C.          | 1       | EFL League One   | 10    | 0      | 0              | 0              | –             | –             | 10    | 0      |
| Sheffield Wednesday F.C. | 1       | EFL Championship | 9     | 0      | 1              | 0              | –             | –             | 10    | 0      |
|                          | Łącznie | Łącznie          | 75    | 2      | 4              | 0              | 1             | 0             | 80    | 2      |

### Reprezentacyjne
Na podstawie:
| Występy i gole w reprezentacji | Występy i gole w reprezentacji | Występy i gole w reprezentacji | Występy i gole w reprezentacji | Występy i gole w reprezentacji | Występy i gole w reprezentacji | Występy i gole w reprezentacji | Występy i gole w reprezentacji | Występy i gole w reprezentacji |
| Lp.                            | Data                           | Miasto                         | Przeciwnik                     | Wynik                          | Czas                           | Gole                           | Inne                           | Rozgrywki                      |
| ------------------------------ | ------------------------------ | ------------------------------ | ------------------------------ | ------------------------------ | ------------------------------ | ------------------------------ | ------------------------------ | ------------------------------ |
| 1.                             | 15.06.2023                     | Kingston                       | Katar                          | 1:2 (0:2)                      | 65'–90'                        |                                |                                | mecz towarzyski                |
| 2.                             | 19.06.2023                     | Wiener Neustadt                | Jordania                       | 1:2 (1:0)                      | 1'–60'                         |                                | 21'                            | mecz towarzyski                |
| 3.                             | 29.06.2023                     | Saint Louis                    | Trynidad i Tobago              | 4:1 (3:0)                      | 1'–90'                         |                                | asysta                         | Złoty Puchar 2023              |
| 4.                             | 03.07.2023                     | Santa Clara                    | Saint Kitts i Nevis            | 5:0 (2:0)                      | 1'–90'                         | 1                              |                                | Złoty Puchar 2023              |
| 5.                             | 09.07.2023                     | Cincinnati                     | Gwatemala                      | 1:0 (0:0)                      | 1'–90'                         |                                | 31'                            | Złoty Puchar 2023              |
| 6.                             | 13.07.2023                     | Paradise                       | Meksyk                         | 0:3 (0:2)                      | 1'–90'                         |                                | 54'                            | Złoty Puchar 2023              |
| 7.                             | 13.09.2023                     | Kingston                       | Haiti                          | 2:2 (0:2)                      | 74'–90'                        |                                | 84'                            | Liga Narodów CONCACAF          |
| 8.                             | 13.10.2023                     | Saint George’s                 | Grenada                        | 4:1 (2:1)                      | 1'–90'                         |                                |                                | Liga Narodów CONCACAF          |
| 9.                             | 16.10.2023                     | Port of Spain                  | Haiti                          | 3:2 (1:1)                      | 1'–90'                         |                                |                                | Liga Narodów CONCACAF          |

## Sukcesy
Na podstawie:
Brak ważniejszych osiągnięć.